# Martinus Caesar
Martinus Caesar `(? - 27 november 1679) was de zoon van Cornelis Caesar, een raad van Indië die een belangrijke rol speelde als gouverneur op Nederlands-Formosa. Martinus was drie keer opperhoofd in Desjima en wisselde daarbij Johannes Camphuys af. In 1678 vertrok hij naar China om vrijheid van handel te vragen, zonder toestemming van de keizer Kangxi.

## Bron
- Wijnaendts van Resandt (1944) De gezaghebbers der Oost-Indische Compagnie op hare buiten-comptoiren in Azië, p. 146.
- Verhaal van het vergaan van het jacht De Sperwer en van het wedervaren der schipbreukelingen op het eiland Quelpaert en het vasteland van Korea (1653-1666) met eene beschrijving van dat rijk. Hendrick Hamel